# Frankrijk op het Eurovisiesongfestival 2021
Frankrijk nam deel aan het Eurovisiesongfestival 2021 in Rotterdam, Nederland. Het was de 63ste deelname van het land aan het Eurovisiesongfestival. France Télévisions was verantwoordelijk voor de Franse bijdrage voor de editie van 2021.

## Selectieprocedure
Op 29 juni 2020 maakte de Franse openbare omroep bekend te zullen deelnemen aan de komende editie van het Eurovisiesongfestival. Er werd wederom gekozen voor een nationale finale om de Franse kandidaat te selecteren. Geïnteresseerden kregen tot 30 september 2020 de tijd om zich kandidaat te stellen. Bijdragen moesten minstens voor de helft in het Frans vertolkt worden. Uiteindelijk ontving France Télévisions 700 inzendingen. Een selectiecommissie selecteerde hieruit twaalf acts voor deelname aan de nationale finale.
De Franse nationale finale vond plaats op 30 januari. In een eerste fase kon het grote publiek zeven acts richting grote finale stemmen. De vakjury kon nog één wildcard uitreiken aan een van de vijf overige deelnemers. In de grote eindstrijd stonden vervolgens de vakjury en het grote publiek elk in voor de helft van de punten. De keuze viel uiteindelijk op Barbara Pravi met Voilà.

## Nationale finale
Eerste ronde
| Volgorde | Artiest          | Lied                  |
| -------- | ---------------- | --------------------- |
| 1        | Andriamad        | Alléluia              |
| 2        | Juliette Moraine | Pourvu qu'on m'aime   |
| 3        | Céphaz           | On a mangé le soleil  |
| 4        | Amui             | Maeva                 |
| 5        | Philippine       | Bah non               |
| 6        | Terence James    | Je t'emmènerai danser |
| 7        | Barbara Pravi    | Voilà                 |
| 8        | Pony X           | Amour fou             |
| 9        | Casanova         | Tutti                 |
| 10       | LMK              | Magique               |
| 11       | Ali              | Paris me dit          |
| 12       | 21 Juin Le Duo   | Peux-tu me dire ?     |

Superfinale
| Plaats | Artiest          | Lied                 | Jury | Publiek | Totaal |
| ------ | ---------------- | -------------------- | ---- | ------- | ------ |
| 1      | Barbara Pravi    | Voilà                | 104  | 100     | 204    |
| 2      | Juliette Moraine | Pourvu qu'on m'aime  | 76   | 60      | 136    |
| 3      | Pony X           | Amour fou            | 74   | 50      | 124    |
| 4      | Casanova         | Tutti                | 22   | 80      | 102    |
| 5      | Céphaz           | On a mangé le soleil | 52   | 30      | 82     |
| 6      | Amui             | Maeva                | 8    | 70      | 78     |
| 7      | LMK              | Magique              | 66   | 10      | 76     |
| 8      | 21 Juin Le Duo   | Peux-tu me dire ?    | 18   | 20      | 38     |

## In Rotterdam
Als lid van de vijf grote Eurovisielanden mocht Frankrijk automatisch deelnemen aan de grote finale, op zaterdag 22 mei 2021. Barbara Pravi was als twintigste van 26 acts aan de beurt, net na Go_A uit Oekraïne en gevolgd door Efendi uit Azerbeidzjan. Frankrijk eindigde uiteindelijk op de tweede plaats, met 499 punten. Het land moest enkel Italië voor zich dulden. Het was het beste Franse resultaat sinds 1991.
1956 · 1957 · 1958 · 1959 · 1960 · 1961 · 1962 · 1963 · 1964 · 1965 · 1966 · 1967 · 1968 · 1969 · 1970 · 1971 · 1972 · 1973 · 1974 · 1975 · 1976 · 1977 · 1978 · 1979 · 1980 · 1981 · 1982 · 1983 · 1984 · 1985 · 1986 · 1987 · 1988 · 1989 · 1990 · 1991 · 1992 · 1993 · 1994 · 1995 · 1996 · 1997 · 1998 · 1999 · 2000 · 2001 · 2002 · 2003 · 2004 · 2005 · 2006 · 2007 · 2008 · 2009 · 2010 · 2011 · 2012 · 2013 · 2014 · 2015 · 2016 · 2017 · 2018 · 2019 · 2020 · 2021 · 2022 · 2023 · 2024 · 2025
Albanië · Australië · Azerbeidzjan · België · Bulgarije · Cyprus · Denemarken · Duitsland · Estland · Finland · Frankrijk · Georgië · Griekenland · Ierland · IJsland · Israël · Italië · Kroatië · Letland · Litouwen · Malta · Moldavië · Nederland · Noord-Macedonië · Noorwegen · Oekraïne · Oostenrijk · Polen · Portugal · Roemenië · Rusland · San Marino · Servië · Slovenië · Spanje · Tsjechië · Verenigd Koninkrijk · Zweden · Zwitserland